# Walter Kolm

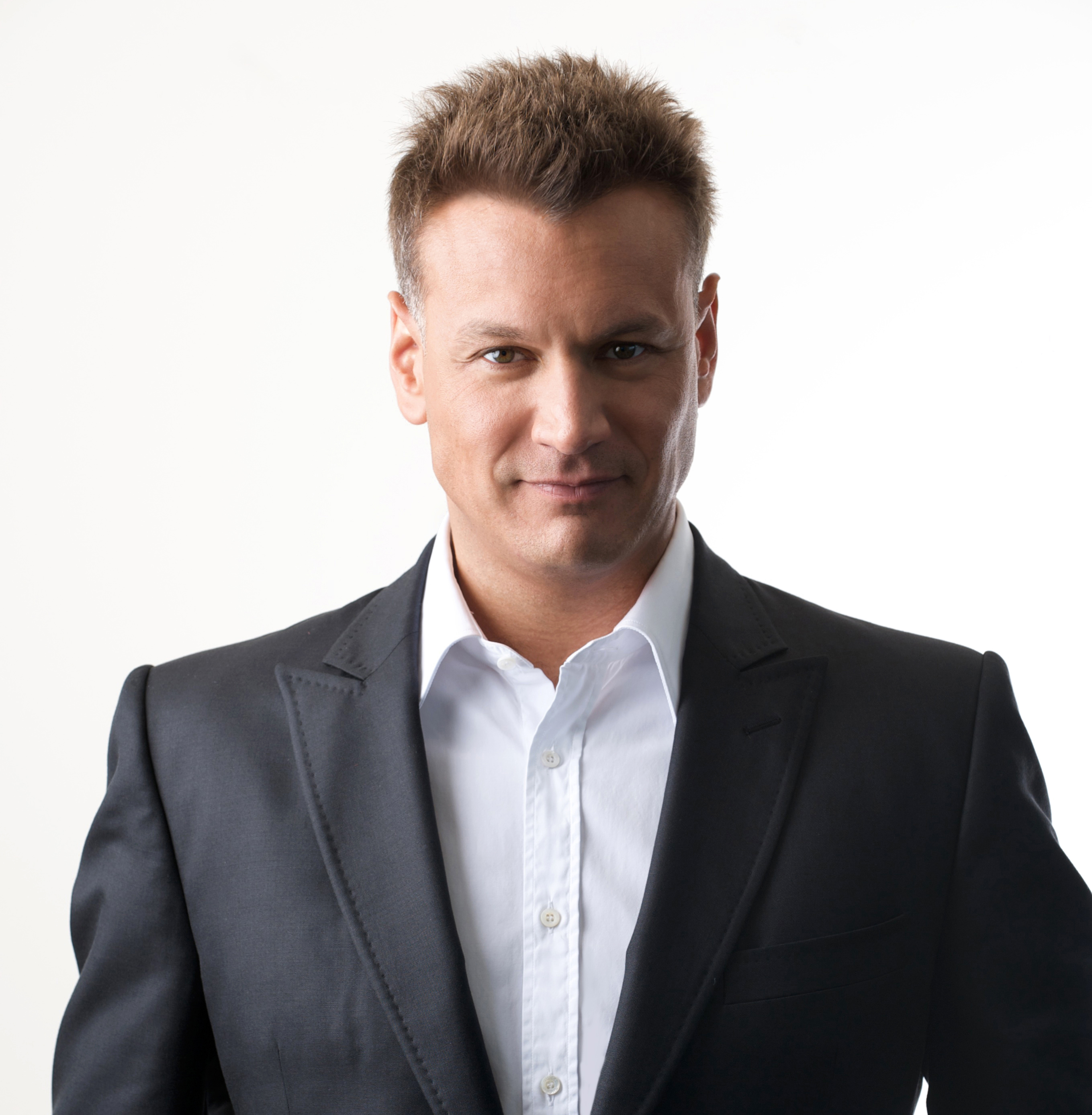
Walter Kolm (2009/10)

Walter Kolm (* 6. Juli 1968 in Buenos Aires, Argentinien) ist ein in den Vereinigten Staaten ansässiger argentinischer Geschäftsmann in der Musikindustrie.

## Leben und Karriere

### Erstes Plattenlabel und Durchbruch mit Radio Trípoli Discos
Walter Kolm wurde am 6. Juli 1968 in der argentinischen Hauptstadt Buenos Aires geboren und gründete im Alter von 17 Jahren sein erstes unabhängiges Plattenlabel. Im März 1988 gründete er in seiner Heimat die Plattenfirma Radio Trípoli Discos, die er über einen Zeitraum von sechseinhalb Jahren bis zu ihrer Auflösung im September 1994 leitete. Zu seinen damaligen Klienten zählten unter anderem die beiden argentinischen Thrash-Metal-Band Hermética und Horcas, die aus Buenos Aires stammende Rockband Attaque 77 oder die Ska und lateinamerikanische Rhythmen verbindende Band Los Auténticos Decadentes. Viele weitere wichtige Musiker und Gruppen der argentinischen Rockszene erhielten ihre ersten offiziellen Aufnahmen bei Radio Trípoli Discos, darunter Sentimiento Incontrolable, Massacre Palestina, Javier Calamaro, Los Visitors, Bersuit Vergarabat, Memphis La Blusera, Perfectos Idiotas, Comando Suicida oder Flema. Das Trípoli-Label hatte großen Einfluss auf die zweite Punkwelle in Argentinien Ende der 1980er Jahre, wobei viele der in dieser Zeit gegründeten Band ihre ersten Aufnahmen über Radio Trípoli Discos veröffentlichten. Der Name des Labels war eine Hommage an Muammar al-Gaddafi und Tripolis, die Hauptstadt des von ihm diktatorisch regierten Landes Libyen. In den späten 1980er und frühen 1990er Jahren gab das Label vielen Musikern aus der Gegend um Buenos Aires die Möglichkeit über die regionalen Grenzen hinaus bekannt zu werden und sich so zu etablieren. Nach dem Durchbruch der Punk-Szene in den späten 1980er Jahren veröffentlichte das Label in weiterer Folge auch andere Genres sowie Alben von ausländischen Künstlern.

### Erfolge mit Main Records und Einstieg bei Universal Music
In den 1990er Jahren war Kolm an der Gründung des Labes Main Records beteiligt, das Musik von Andrés Calamaro, Botafogo Xpress, Durazno de Gala, La Mizrahi Blue Band, Manal, Pappo’s Blues, Riff, Virus und anderen argentinischen Künstlern herausbrachte. Weiters war das Label auch mit der Veröffentlichung von Alben ausländischer Künstler auf dem argentinischen Musikmarkt beschäftigt. Dazu zählen Alben von Bad Religion, Criss, Jaime Roos, NOFX, Rancid, Ron Wood, The Lurkers oder The Offspring.
Als im Jahr 1995 die Universal Music Group entstand, wurde der damals 27-jährige Kolm ab November 1995 als Präsident von Universal Music Argentina eingesetzt und war in dieser Funktion bis ins Jahr 1998 aktiv. Im Folgejahr wurde er geschäftsführender Direktor der Mercury Division von Universal Music Spain und hatte dieses Amt bis Juni 2001 inne, ehe er für ein Jahr nach Chile ging, wo er bis Juli 2002 als Präsident von Universal Music Chile fungierte. In weiterer Folge kam er nach Miami im US-Bundesstaat Florida, wo er ab 2003 am Aufbau der damaligen Univision Music Group beteiligt war. Hierbei war er als Senior Vice President (SVP) hauptsächlich für die Leitung von Marketing, Musikpromotion und Artists and Repertoire (A+R) zuständig. Unter seiner Führung unterschrieben Künstler wie La Secta, La Factoría oder Mach & Daddy beim Label. Weiters entwickelte und implementierte er erfolgreiche Marketingkampagnen für Juanes, Enrique Iglesias, Paulina Rubio, Rakim y Ken-Y, Wisin y Yadel oder Don Omar. Parallel dazu stand er als Präsident auch an der Spitze von Machete Music. Als die Univision Music Group von der Universal Music Group im Jahre 2008 übernommen und zu Universal Music Latin Entertainment umgeformt worden war, trat Kolm ab dieser Zeit als Präsident von Universal Music Latin Entertainment in Erscheinung. Diese Funktion hatte er danach über einen Zeitraum von zweieinhalb Jahren inne und verließ die Universal Music Group in weiterer Folge, um das Unternehmen WK Entertainment zu gründen.

### WK Entertainment
Das ebenfalls in Miami (1200 Brickell Ave.) ansässige Unternehmen gilt als eines der führenden Unternehmen für die künstlerische Repräsentation in Lateinamerika und konzentriert sich hauptsächlich auf das Management von Künstlern aus der Latinomusikszene. Das Unternehmen setzt sich für die Maximierung der Präsenz und des Einkommens seiner Künstlerliste ein, die sich aus den lateinamerikanischen Künstlern wie Carlos Vives, Maluma, Silvertre Dangond, Wisin, CNCO, Rombai oder Emilia Mernes zusammensetzt.
Im November 2018 wurde Kolm vom Billboard Magazine in dessen Latin Power Players List 2018 zum Executive of the Year gewählt.
Im Juni 2020 gab Kolm den Start eines eigenen Plattenlabels mit dem Namen Walter Kolm Records, kurz WK Records, bekannt. Das Label soll in Zusammenarbeit mit dem in New York City ansässigen Medienunternehmen The Orchard betrieben werden. Kolm tritt nebenbei auch als Philanthrop in Erscheinung, wofür er im Jahr 2020 auch von der von Tony Martell ins Leben gerufenen T.J. Martell Foundation geehrt wurde.